# Letargo

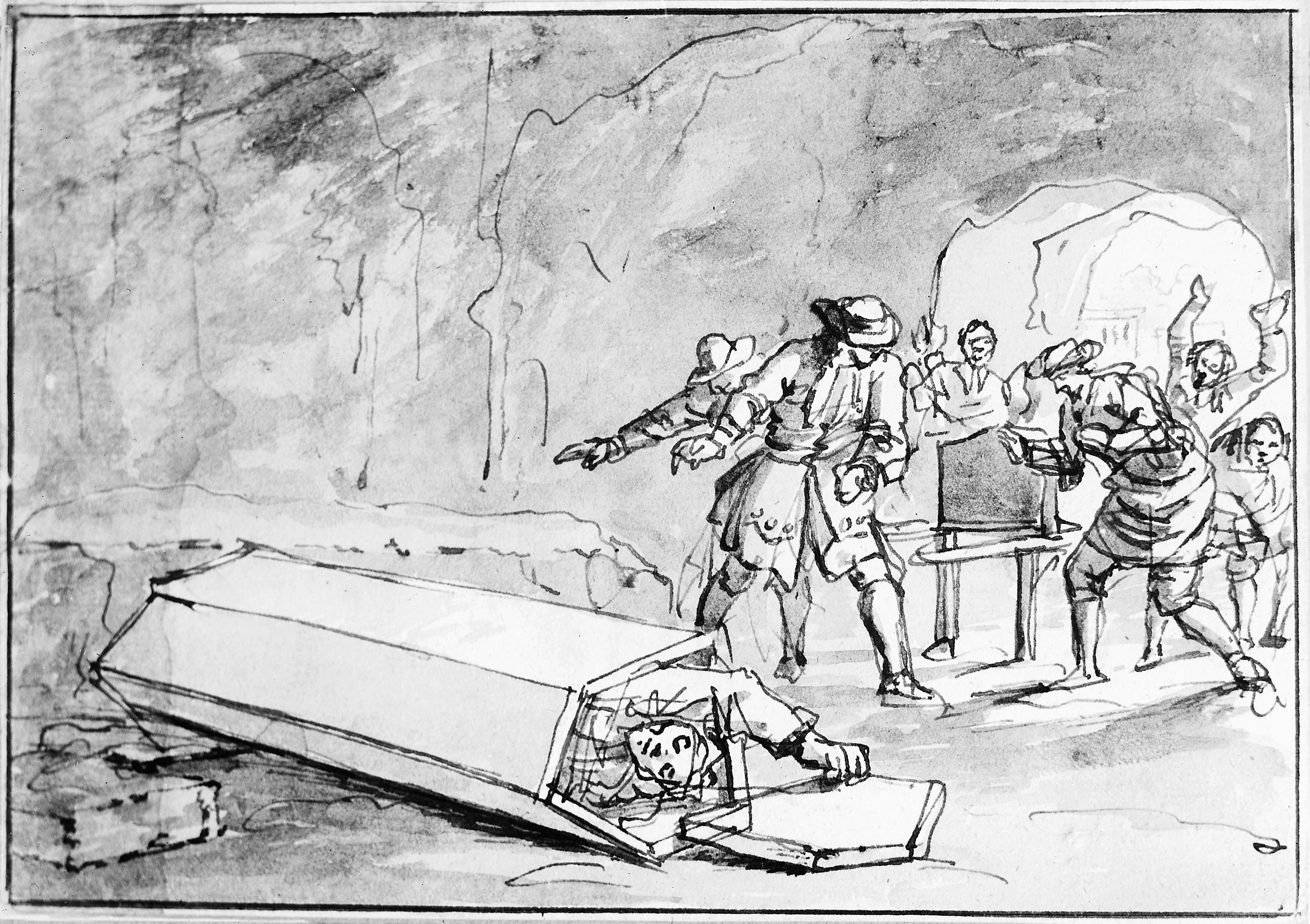
Antoine Marie, en su letargo.

El letargo es un estado de somnolencia prolongada causada por ciertas enfermedades. Es además síntoma de varias enfermedades nerviosas, infecciosas o tóxicas, caracterizado por un estado de somnolencia profunda y prolongada. Torpeza, modorra, insensibilidad, enajenamiento del ánimo relacionados con dicho estado como comportamientos asociados ya que nuestro organismo relaja todo nuestro cuerpo. 
Es un cuadro clínico relacionado con la fatiga o astenia y en casos graves a la narcolepsia. También se le considera un tipo especial de hibernación característico de algunos mamíferos alpinos de las zonas polares, como la marmota, el oso, el lirón, el recientemente hallado berni patagónico, etc.